# Antonio Dentis
Antonio Dentis o (... – Torino, 1667) è stato un politico italiano, senatore del Piemonte e tre volte sindaco di Torino tra il 1640 e il 1652.

## Biografia
Proveniente da una ricca famiglia di Caramagna, si laureò in legge e nel 1620 diventò senatore del Piemonte.
Svolse importanti missioni diplomatiche presso il ducato di Milano.
Nel 1623 sposò Bernardina Fiocchetto, figlia di Giacomo Francesco, conte di Bussolino. Tra i loro figli si può ricordare Ippolita Maria, che sposerà Amedeo di Castellamonte.
Durante la reggenza di Cristina di Borbone-Francia ebbe un importante ruolo di mediazione tra le opposte fazioni dei "madamisti" e dei "principisti".
Entrò nel corpo decurionale di Torino nel 1639 e fu sindaco tre volte tra il 1640 e il 1652. Ebbe altri importanti incarichi nella politica cittadina, tra i quali rettore dell'ospedale di S. Giovanni Battista, mastro di ragione, vicario di Torino e infine chiavario.
Morì nel 1667.
Non sono noti né il suo anno di nascita né l'esatto rapporto di parentela con il segretario delle finanze dei Savoia Rolando Dentis.